# Codesido (Villalba)
Codesido (llamada oficialmente San Martiño de Codesido) es una parroquia española del municipio de Villalba, en la provincia de Lugo, Galicia.

## Otras denominaciones
La parroquia también es conocida por el nombre de San Martín de Codesido.

## Organización territorial
La parroquia está formada por treinta y cuatro entidades de población, constando quince de ellas en el nomenclátor del Instituto Nacional de Estadística español:

### Entidades de población
Entidades de población que forman parte de la parroquia:
- A Cancela
- A Lamela
- A Raiola
- A Seara
- A Torre
- Baiuca (A Baiuca)
- Buxibán
- Caldeirón (O Caldeirón)
- Canteiro (O Canteiro)
- Cascamaño
- Cordal (O Cordal)
- Croio (O Croio)
- Cutrimol
- Ferreira
- Ferreira de Suso
- Fonte Vella (A Fonte Vella)
- Gradaílle
- Horta (A Horta)
- Murazó
- O Coutado
- O Monte
- O Moullón
- O Rego Traveso
- Outeiro (O Outeiro)
- Pardiscos
- Penatomé
- Rebordelo
- Refingoi
- Retorta (A Retorta)
- Trascastro
- Vales (Os Vales)
- Xunqueira (A Xunqueira)

### Despoblados
Despoblados que forman parte de la parroquia:
- Brañamoura
- Ribeira (A Ribeira)

## Demografía
| Gráfica de evolución demográfica de Codesido entre 2000 y 2021 |
|                                                                |
| Datos según el nomenclátor publicado por el INE.               |